# Ad hoc
Ad hoc er latin og betyder: Til dette formål.

## Netværk
Udtrykket ad hoc-netværk refererer typisk til et system af netelementer, der tilsammen danner et net, som kræver lidt eller ingen planlægning.